# Kirkkojärvi (Tammerfors)
Kirkkojärvi är en del av sjön Näsijärvi i Finland. Den ligger i Tammerfors i landskapet Birkaland, i den södra delen av landet, 180 km norr om huvudstaden Helsingfors. I omgivningarna runt Kirkkojärvi växer i huvudsak blandskog. Den sträcker sig 1,7 kilometer i nord-sydlig riktning, och 1,6 kilometer i öst-västlig riktning.